# Гаджи Зейналабдин (посёлок)
Гаджи Зейналабдин (азерб. Hacı Zeynalabdin) — посёлок в административном подчинении города Сумгаит, Азербайджан. Находится на берегу Каспийского моря. В посёлке расположена одноимённая железнодорожная станция (на линии Сумгаит — Махачкала).
Статус посёлка городского типа с 1938 года. До начала 1990-х годов носил название Насосный. Переименован в честь азербайджанского мецената Гаджи Зейналабдина Тагиева.
На территории поселка расположен Сумгаитский технологический парк — первый и самый крупный технопарк в Азербайджане.

## Население
| 1959  | 1970  | 1979  | 1989   | 2016   | 2021   |
| ----- | ----- | ----- | ------ | ------ | ------ |
| 5 389 | 6 759 | 8 634 | 16 371 | 22 600 | 23 600 |